# Calicium robustellum
Calicium robustellum är en lavart som beskrevs av Nyl. 1861. Calicium robustellum ingår i släktet Calicium och familjen Caliciaceae.   Inga underarter finns listade i Catalogue of Life.